# Tinea borboropis
Tinea borboropis är en fjärilsart som beskrevs av Edward Meyrick 1919. Tinea borboropis ingår i släktet Tinea och familjen äkta malar.
Artens utbredningsområde är Guyana. Inga underarter finns listade i Catalogue of Life.